# مک‌کانل داول
مک‌کانل داول (انگلیسی: McConnell Dowell) شرکت ساخت‌وساز نیوزیلندی است، که در سال ۱۹۶۱ تأسیس شد.